# Jiří Lindr
Jiří Lindr (Broumov, 7 agosto 1986) è un calciatore ceco, portiere dell'Olympia Hradec Králové.

## Carriera
Ha giocato nella prima divisione ceca.

## Palmarès

### Club

#### Competizioni nazionali
- Fotbalová národní liga: 1

Hradec Králové: 2009-2010